# Xanthopimpla rasilis
Xanthopimpla rasilis là một loài tò vò trong họ Ichneumonidae.